# Bull Run (comté de Fairfax, Virginie)
Pour les articles homonymes, voir Bull Run.
Bull Run est une census-designated place située dans le comté de Fairfax, dans l’État de Virginie, aux États-Unis. Lors du recensement de 2020, elle comptait 6 972 habitants.